# Mycosphaerella heimii
Mycosphaerella heimii är en svampart som beskrevs av Bouriquet ex Crous 1995. Mycosphaerella heimii ingår i släktet Mycosphaerella och familjen Mycosphaerellaceae.   Inga underarter finns listade i Catalogue of Life.